# Ostha maises
Ostha maises är en fjärilsart som beskrevs av Dyar 1914. Ostha maises ingår i släktet Ostha och familjen nattflyn. Inga underarter finns listade i Catalogue of Life.